# Mjesni odbor (glazbena skupina)
Mjesni odbor je šoltanski rock / funk / reggae glazbeni sastav. Sve svoje pjesme izvode na šoltanskoj čakavici. Dio je tzv. otočkog vala u hrvatskoj zabavnoj glazbi.

## Članovi
- Siniša Garbin - vokal i bas-gitara
- Stipe Jakovčević - klavijatura, harmonika, prateći vokal
- Andrej Burica - električna gitara
- Jure Grgantov - truba, prateći vokal, gitara madnodlina
- Hrvoje Biliškov - truba,prateći vokal
- Bojan Delač- saksofon
- Vedran Vanjak- trombon
- Mijo Vrvilo - bubnjevi

## Povijest
Debitantski album Mjesni odbor snima tijekom 2012. za vrijeme velikog snijega u veljači pod producentskom palicom Steva Vučkovića – Stividena i predstavlja ga singlom "Mande Mande" koji debitira na prvim mjestima brojnih top ljestvica u Hrvatskoj i postiže zapažen uspjeh te kao takav - svojim plesnim ritmom osvaja brojnu publiku.
Album se prodaje u maloj nakladi s obzirom na domaće prilike i sastav na krilima uspješnih nastupa (predgrupa Hladnom pivu na njihovoj promociji albuma Svijet glamura u Splitu, kao i brojnim samostalnim nastupima diljem Dalmacije te u Zagrebu u sklopu Velike Rock Eksplozije) izdaje još jedan singl - "Konfuzija (ispod karatila)" te snima drugi studijski album u ožujku 2013.
Video spot za prvi singl "Mande Mande" kao niskobudžetni video uradak domaćih entuzijasta uskoro dobiva svoju premijeru na CMC glazbenom televizijskom kanalu te ostvaraje gledanost veću od milijun pregleda na Youtube
Drugi studijski album imena ˝Divje sime˝izlazi 2013. te rezultira brojnim, pozitivnim recenzijama i nastupima diljem Hrvatske. Album je produciran pod palicom Steve Vučkovića te s tog albuma Mjesni Odbor snima tri spota s poznatim splitskim studijem ˝Pilot Studio˝ pod redateljskom palicom Vojana Koceića.
Vođeni uspjehom oba albuma Mjesni Odbor kreće na truneju u kojoj su prešli cijelu Hrvatsku.
U svibnju 2013. nastupaju u glazbenoj emisiji "Garaža" u produkciji HRT gdje predstavljaju pjesme sa svojeg prvog i drugog albuma. https://www.youtube.com/watch?v=8ru6w23gccQ&ab_channel=JohnDeereJohnDeere
2016.Mjesni Odbor objavljuje singl ˝Nekako drugačiji˝ sniman u studiu HHH s producentom Vojanom Koceićem.
2018. Mjesni Odbor ostvaruje uspješnu suradnju s poznatim splitskim glazbenikom i producentom Tomislavom Mrduljašem te snima ˝Rose˝ s kojim osvaja 2.nagradu publike na Splitskom Festivalu 2018.
Iste godine snima video spot za ˝Rose˝ koji postaje hit te ima više od 500 000 pregleda na You Tube.
2019. Mjesni Odbor snima singl ˝Kad te Ugledan˝ pod producentskom palicom Tomislava Mrduljaša te se s njom predstavlja na Splitskom Festivalu.Snimaju spot s redateljom Tonijem Mijačem. https://www.youtube.com/watch?v=NyhQOX2wo6U&ab_channel=MjesniOdbor
2020.Mjesni Odbor objavljuje novi singl ˝Ja se živciran˝
Mjesni Odbor trenutno sprema treći album na kojem najavljuju standardni zvuk na koji su fanovi Mjesnog Odbora navikli kao i nešto drrugačije i novo za što se nadaju da će publika prihvatiti.

## Diskografija

### Studijski albumi
- Disco Cuba (2012.)
- Divje Sime (2013.)

### Singlovi
- "Mande Mande" (2012.)
- "Konfuzija (ispod karatila)" (2013.
- ˝Nekako Drugačiji˝ (2016)
- ˝Rose˝(2018)
- ˝Kad te ugledan˝(2019)
- ˝Ja se živciran˝(2020)

Suradnja
- ˝Živit će Dalmacija˝ ft. Hari Rončević, STFest 2019.